# Дюфе, Мишель
Мишель Андре Дюфе (фр. Michel André Dufet; 8 декабря 1888, Девиль-ле-Руан — 2 августа 1985) — французский дизайнер.
Окончил Высшую школу изящных искусств как архитектор, ученик Жана Луи Паскаля, занимался также живописью под руководством Рафаэля Коллена.
В 1913 году основал в Париже мебельную мастерскую (фр. Meubles Artistiques Modernes), изготавливавшую вещи в модернистском стиле, с 1920 г. вместе с художником Луи Бюро работал также над проектированием интерьеров.
Наиболее известным проектом Дюфе стал журнал «Les feuillets d’art», выходивший в 1919—1922 годах: на страницах этого амбициозного издания встретились выдающиеся писатели, художники и музыканты Франции. После закрытия журнала Дюфе в 1922—1924 годах возглавлял мастерскую декоративного искусства «Red Star» в Рио-де-Жанейро, а по возвращении во Францию в 1924—1939 годах был содиректором дизайнерского бюро «Le Sylve». Среди прочего был среди проектировщиков интерьеров знаменитых океанских лайнеров «Иль де Франс» (1927) и «Нормандия» (1932). Выступал также как художественный и архитектурный критик.
Был связан многолетним сотрудничеством с Антуаном Бурделем, в 1947 году женился на его дочери Родии (1911—2002).